# 키넌 톰슨
키넌 톰슨(Kenan Thompson, 1978년 5월 10일 ~ )은 미국의 배우이다.

## 작품 목록
- 고잉 인 스타일(2017) - 키넌 숀펠드 감독 역
- 그린치(2018) - 미스터 브릭클바움 역 (목소리 출연)
- 원더랜드(2019) - 거스 역 (목소리 출연)
- 플레이모빌: 더 무비(2019) - 블러드본즈 역 (목소리 출연)
- 트롤: 월드 투어(2020) - 타이니 다이아몬드 역 (목소리 출연)
- 클리포드 더 빅 레드 독(2021) - 클리포드의 수의사 역